# باول آدامز
باول آدامز (20 يناير 1977 بكيب تاون في جنوب أفريقيا - ) (بالإنجليزية: Paul Adams)‏ هو لاعب كريكت جنوب أفريقي. شارك في دورة ألعاب الكومنولث 1998. وشارك مع منتخب جنوب أفريقيا الوطني للكريكت. أما مع النوادي، فقد لعب مع Cape Cobras ‏.

## وصلات خارجية
- باول آدامز على موقع إي آس بي آن كريك إنفو (الإنجليزية)